# چشمه آبگرم هاچیجوجیما

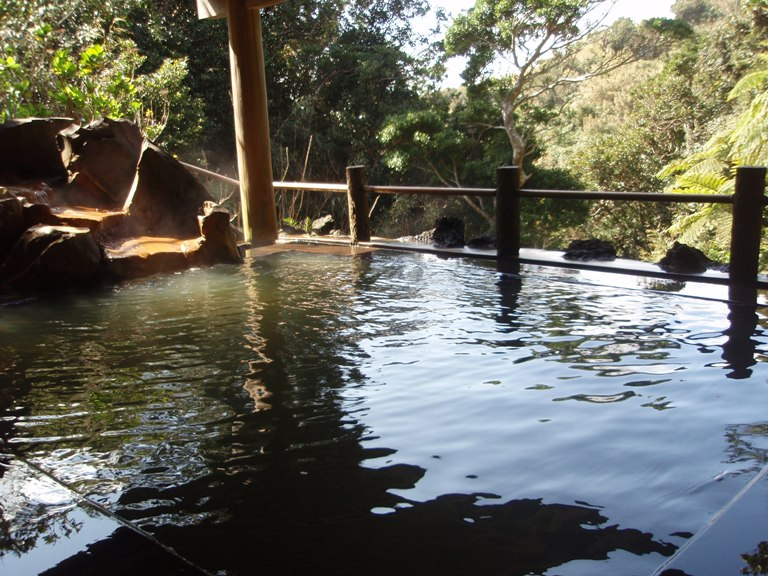
حمام آب معدنی اورامیگاتاکی واقع در جزیرهٔ هاچیجوجیما

چشمه آبگرم هاچیجوجیما (به ژاپنی: 八丈島温泉) در جزیرهٔ هاچیجوجیما در توکیو پایتخت ژاپن واقع شده‌است. در این جزیره هفت حمام آب معدنی وجود دارد. حمام آب معدنی اورامیگاتاکی (裏見ヶ滝温泉) که به شکل حمام در فضای باز است یکی از مکان‌هایی است که آب از چشمه آبگرم هاچیجوجیما تأمین می‌شود و ورود به آن رایگان می‌باشد. 

## دسترسی به منطقه
برای رفتن به این جزیره باید از کشتی یا قایق‌های شرکت دریایی توکائی کیسن  (東海汽船) استفاده کرد. به‌طور کلی از هفت ترمینال مختلف این شرکت در شرق هونشوی ژاپن می توان به هفت جزیرهٔ سیاحتی مجمع الجزایر ایزو سفر کرد. در داخل توکیو دو ترمینال توکائی کیسن وجود دارد. ترمینال واقع در یوکوهاما بنام اوسان باشی (横浜／大さん橋ターミナル) و ترمینال دیگر در ایستگاه هاماماتسوماچی (浜松町駅) (یکی از ایستگاه‌های خط یامانوته واقع شده و  تاکه شیبا ( 東京・竹芝客船ターミナル ) نام دارد. از در شمالی ایستگاه هاماماتسوماچی تا ترمینال تاکه شیبا در حدود ۷ دقیقه پیاده راه است.